# Футбольный союз Республики Сербской
Футбольный союз Республики Сербской (серб. Фудбалски савез Републике Српске) — крупнейшая спортивная организация Республики Сербской, которая осуществляет контроль над футболом в стране и управление футбольными чемпионатами. Основана в 1992. Президентом является Вико Желькович. 
Этот футбольный союз не входит ни в ФИФА, ни в УЕФА, однако вместе с тем проводит чемпионат Республики Сербской, победитель которого выходит в Премьер-Лигу Боснии и Герцеговины. Национальная сборная Республики Сербской участвует в некоторых международных турнирах.

## История
После распада Югославии правопреемником Футбольного союза Югославии был провозглашён Футбольный союз Сербии, однако ввиду околополитических причин и начавшегося кровопролития, повторить попытку России отправиться на чемпионат Европы и квалификацию к чемпионату мира югославам не удалось. Во всех бывших югославских республиках начали создаваться свои футбольные союзы: в апреле 1992 года был основан Футбольный союз Боснии и Герцеговины, а 5 сентября 1992 года был основан Футбольный союз Сербской Республики  (Фудбалски савез Српске Републике).
В годы войны, тем не менее, матчи всё-таки проводились на полях городов Республики Сербской как среди мужских команд, так и среди женских команд. В 1995 году, уже после заключения Дейтонских соглашений, союз был переименован в Футбольный союз Республики Сербской. Через год Футбольный союз Боснии и Герцеговины был принят в ФИФА, а ещё три года спустя в УЕФА, что открыло дорогу боснийским клубам и сборной на еврокубковую арену.
15 апреля 2000 года на Генеральном совещании Футбольного союза Боснии и Герцеговины был учреждён его кодекс, однако на совещании отсутствовали представители Республики Сербской. Все старания популяризировать игру, подготовить высококлассных игроков и создать условия для развития спорта могли пойти прахом, поскольку Федерация футбола Республики Сербской не могла быть принята в ФИФА и УЕФА, а следовательно, и отправлять свои клубы и сборные на официальные турниры. Некоторые спортивные деятели ещё в 1990-е годы надеялись на то, что Республика Сербская войдёт в состав Сербии, что позволит развиваться спорту активнее, однако Дейтонские соглашения поставили крест на этой идее
23 мая 2002 года Футбольные союзы Республики Сербской и Боснии и Герцеговины сумели договориться о решении этой проблемы, и 4 августа 2002 года стартовал чемпионат Боснии и Герцеговины по футболу, в котором дебютировали клубы из Республики Сербской. Было также достигнуто соглашение о том, что возглавлять Футбольный союз Боснии и Герцеговины будут серб, босниец и хорват для соблюдения основных положений Конституции Боснии и Герцеговины.
Долгое время председателем Футбольного союза был Милан Елич, президент Республики Сербской. После его безвременной кончины 30 ноября 2007 года место председателя занял адвокат Миле Ковачевич, который возглавляет союз и сейчас. Штаб-квартира союза располагается в городе Баня-Лука.

## Соревнования, проходящие под эгидой Футбольного союза
- Чемпионат Республики Сербской по футболу (14 команд)
- Кубок Республики Сербской по футболу (число команд неизвестно, но строгого ограничения нет)
- Первая лига Республики Сербской по футболу (12 команд) 
  - Первая лига Республики Сербской по футболу среди женщин
- Вторая лига Республики Сербской по футболу (28 команд в 2 группах)
- Региональная лига Республики Сербской по футболу (49 команд в 4 группах, 14 команд в 3 и 7 в 1)
- Переходная лига Республики Сербской по футболу (78 клубов в 6 группах, в каждой по 12, 14 или 16 команд)
- Пятая лига Республики Сербской по футболу (число команд неизвестно, 8 групп)
- Шестая лига Республики Сербской по футболу (число команд неизвестно, 2 группы)

### Подробное разделение

#### Первый уровень
- Чемпионат Республики Сербской по футболу
- Кубок Республики Сербской по футболу
- Чемпионат Республики Сербской по мини-футболу
- Первая лига Республики Сербской по футболу

#### Второй уровень
- Вторая лига Республики Сербской по футболу
  - Вторая лига Республики Сербской — зона «Запад»
  - Вторая лига Республики Сербской — зона «Восток»

#### Третий уровень
- Региональная лига Республики Сербской по футболу
  - Региональная лига Республики Сербской — зона «Запад»
  - Региональная лига Республики Сербской — зона «Восток»
  - Региональная лига Республики Сербской — зона «Центр»
  - Региональная лига Республики Сербской — зона «Юг»

#### Четвёртый уровень
- Переходная лига Республики Сербской по футболу (также известна как Четвёртая лига)
  - Четвёртая лига Республики Сербской — зона «Центр»
  - Переходная лига Республики Сербской — зона «Баня-Лука»
  - Переходная лига Республики Сербской — зона «Бирач»
  - Переходная лига Республики Сербской — зона «Добой»
  - Переходная лига Республики Сербской — зона «Градишка»
  - Переходная лига Республики Сербской — зона «Приедор»

#### Пятый уровень
- Пятая лига Республики Сербской по футболу (пять межобщинских и три общинские зоны)
  - Пятая лига Республики Сербской — межобщинская зона «Добой»
  - Пятая лига Республики Сербской — межобщинская зона «Градишка» (разделена на подзоны «Восток» и «Запад»)
  - Пятая лига Республики Сербской — межобщинская зона «Модрича»
  - Пятая лига Республики Сербской — межобщинская зона «Приедор»
  - Пятая лига Республики Сербской — межобщинская зона «Шамац»
  - Пятая лига Республики Сербской — общинская зона «Брчко» (разделена на подзоны «Восток» и «Запад»)
  - Пятая лига Республики Сербской — общинская зона «Углевик»
  - Пятая лига Республики Сербской — общинская зона «Биелина» (разделена на подзоны «Восток» и «Запад», составляет Шестую лигу)

## Сборная
Национальная сборная Республики Сербской проводит матчи преимущественно с боснийскими и сербскими клубами, однако бывали и случаи, когда боснийским сербам посчастливилось сыграть с более титулованными командами Европы. Так, в 2001 году сербы были удостоены чести сыграть против мюнхенской «Баварии». В том матче баварцы одолели сербов с минимальным счётом 1:0, но сербы получили большой опыт игры против звёздной команды.